# Marie-Curie-Gymnasium Dallgow-Döberitz
Das Marie-Curie-Gymnasium in Dallgow-Döberitz ist ein Gymnasium im Bundesland Brandenburg, dessen Gründung im Jahre 2000 beschlossen wurde, um den besonders im westlichen Speckgürtel Berlins stark wachsenden Bevölkerungszahlen Rechnung zu tragen. Der Schulbetrieb wurde im Jahre 2002 mit 56 Schülern aufgenommen, im Schuljahr 2010/2011 waren es schon 749. Im Schuljahr 2024/2025 sind es 887. Die Kapazität der sechszügigen Schule reicht für 900 Schüler.
Das Gymnasium war 2007 Drehort der Neuverfilmung des Spielfilms Die Welle, 2012 einer Folge von Polizeiruf 110, 2016 der Serie Spotlight, 2020 des Spielfilms Extraklasse 2+ und 2022 der Netflix-Eigenproduktion „Das Privileg – Die Auserwählten“.

## Geschichte
Auf Beschluss des Kreistages vom 9. Oktober 2000 wurde das Gymnasium als Gymnasium Dallgow-Döberitz neu gegründet. Bereits im August 2002 nahmen zwei siebte Klassen noch in den Räumen der alten Grundschule den Unterrichtsbetrieb auf. Es galt damals mit 56 Schülern als kleinstes Gymnasium Deutschlands. Am 26. August 2003 wurde es auf Beschluss des Kreistages durch Landrat Schröder und Bildungsminister Reiche in Marie-Curie-Gymnasium umbenannt, am 29. August 2003 fand die Grundsteinlegung für den Neubau statt. Der Unterricht fand zunächst noch in den Räumen der alten Grundschule statt – der Neubau des heutigen Gebäudes wurde zum 31. Januar 2005 eröffnet und bezogen. Dieser wurde jedoch schnell zu klein, weshalb am 3. September 2009 ein von vornherein planerisch vorgesehener zweiter Bauabschnitt eröffnet wurde. Damit wird dem prognostizierten starken Bevölkerungszuwachs Rechnung getragen – die Gemeinde Dallgow-Döberitz hat mit 42,7 % Zuwachs bis zum Jahr 2030 das höchste prognostizierte Bevölkerungswachstum in ganz Brandenburg.
2009 wurde erstmals das Abitur am Marie-Curie-Gymnasium abgelegt.

## Architektur und Gebäude
Für den Bau des völlig neu entstehenden Gymnasiums fand 2001 ein offener Realisierungswettbewerb mit vorgeschaltetem Losverfahren statt, welchen das Architekturbüro Grüntuch Ernst gewann. Der Neubau wurde zunächst als dreizügiges Gymnasium ausgeführt – dieser Bauabschnitt wurde am 31. Januar 2005 eröffnet. Aufgrund des zu erwartenden Bevölkerungszuwachses war von vorneherein die Option einer Erweiterung zum fünfzügigen Gymnasium mit vorgesehen. Für diesen wurde am 14. Juni 2008 der Grundstein gelegt. Seit dem Schuljahr 2009/2010 ist dieser Abschnitt ebenfalls eröffnet, so dass in diesem Jahr erstmals fünf siebte Klassen neu aufgenommen werden konnten.
2014 kam die Schule in die Presse, weil ein Schüler mit einem Amoklauf gedroht hatte.
Das Gymnasium verfügt über eine in das Gebäude integrierte Dreifelder-Sporthalle im Untergeschoss, welche als Besonderheit sowohl innerhalb des Gebäudes, als auch von der Straße aus von oben einsehbar ist.
Das Heft GEO Wissen Nr. 44 – Die ideale Schule hebt im Artikel „Baustoff Fantasie“ auf Seite 70/71 die Architektur der Schule als besonders gelungen hervor.

## Pädagogische Arbeit, Ausstattung und Angebote
Es werden die Fremdsprachen Englisch, Spanisch, Französisch und Latein angeboten.
Seit dem Schuljahr 2010/2011 verfügt die Schule in den fünf- bis sechszügigen Jahrgängen  der Sekundarstufe I über jeweils zwei bis drei Regel- und Profilklassen. Die Profilklassen weisen hierbei ein naturwissenschaftliches Profil auf, was sich insbesondere an einem erhöhten Stundenanteil in diesen Fächern sowie der Unterrichtung in den Fächern Chemie und Informatik bereits ab der siebten Klasse manifestiert. Die Regelklassen weisen einen Schwerpunkt im Bereich Sprachen und Gesellschaftswissenschaften auf.
Da das Schulgebäude sehr neu ist, wurde es umfangreich mit technischen Lehrmitteln ausgestattet. So gibt es z. B. mehrere PC-Kabinette, interaktive Smartboards, Medienampeln in Fachräumen und einen Demo-Raum, in welchem z. B. der Ablauf eines Experimentes per Kamera auf eine große Leinwand übertragen werden kann.
In einer Mediathek können sowohl Medien entliehen und eingesehen, als auch Recherchen am PC durchgeführt werden. In Freistunden wird dieses Angebot daher sehr rege genutzt, auch zum Recherchieren in der Wikipedia, ebenso wie die von einer Schülerfirma betriebene Cafeteria.
Das Gymnasium ist eine von zwei Brandenburger Schulen, die 2018 an der zweiten Pilotphase der HPI-Schul-Cloud, organisiert vom Hasso-Plattner-Institut (HPI), dem nationalen Excellence-Schulnetzwerk MINT-EC und dem Bundesministerium für Bildung und Forschung, teilnahmen.
Besonders ist das Patenprojekt der Schule, wo neue Schüler ältere Schulpaten bekommen, welche sie bis zur 9. Klasse begleiten. Es werden von Schülern für Schüler Veranstaltungen geplant und Nachhilfe angeboten.

## Öffentlichkeitsarbeit
Die Schule pflegt seit 2005 eine Partnerschaft mit dem Lyzeum Ogolnoksztalcace in Strzelce Krajeńskie (Polen). Seit 2011 besteht eine Schulpartnerschaft mit der Jungmannschule in Eckernförde.
Darüber hinaus bestehen Kooperationen mit
- der Grundschule „Am Wasserturm“ in Dallgow-Döberitz[14]
- dem Basketballteam ALBA Berlin
- der Beuth-Hochschule Berlin
- der Technischen Universität Berlin[15]
- der Polizei Falkensee[16]
- dem SV Dallgow-Döberitz[17]

## Besonderheiten
- Von 2006 bis 2009 veranstaltete die Schule jährlich im Olympischen Dorf Elstal die Jesse-Owens-Memorial-Staffel gegen Rassismus.[18][19]
- Am Marie-Curie-Gymnasium wurden im Sommer 2007 große Teile der Neuverfilmung des Spielfilms Die Welle gedreht.
- Schüler betreiben im Rahmen des Medienkompetenzprojektes „Schulradio-Network“ der Medienanstalt Berlin-Brandenburg das Schülerradio „Radio Aktiv“.[20]
- Das Gymnasium hat seit 4. Juli 2008 einen Kooperationsvertrag mit der TU Berlin.[21]
- Das Marie-Curie-Gymnasium ist die einzige Schule Deutschlands, welche einen eigenen, von Schülern gegründeten Verlag[22] unter dem Namen MPIE Curie Edition hatte.
- Im August 2012 fanden am Marie-Curie-Gymnasium Dreharbeiten für die Folge „Eine andere Welt“ der Krimiserie Polizeiruf 110 statt, welche am 23. Dezember 2012 ausgestrahlt wurde.
- Im Schuljahr 2014/15 nahm die Schule erstmals am Brandenburger Antike-Denkwerk der Universität Potsdam teil.[23] 2015/16 fand eine erneute Teilnahme statt.[24]
- Die Schule nahm mehrere Jahre erfolgreich mit dem 7. Jahrgängen an dem Präventionsprojekt: Be Smart – Don’t Start teil und gewann 2017 die höchstmögliche Prämierung von 200 €.[25]
- Zwischen März und April 2021 diente die Schule als Dreharort zum Film Extraklasse 2+.
- In Vorbereitung des Digitalgipfels der Bundesregierung am 30. November und 1. Dezember 2020 beauftragte das Hasso-Plattner-Institut ein Filmteam, um am Marie-Curie-Gymnasium in Dallgow-Döberitz einen Film zum Prozess der Digitalisierung an deutschen Schulen und zur Nutzung der HPI-Schul-Cloud im Präsenz- und Distanzunterricht zu erstellen.[26]
- Im Sommer 2021 war die Schule Drehort für die 2022 erschienene Netflix-Eigenproduktion „Das Privileg – Die Auserwählten“.